# Haploplatytes
Haploplatytes és un gènere monotípic d'arnes de la família Crambidae. Conté només una espècie, Haploplatytes moluccellus, que es troba a les Moluques.